# Engelomyia testaceiventris
Engelomyia testaceiventris är en tvåvingeart som först beskrevs av Wulp 1892.  Engelomyia testaceiventris ingår i släktet Engelomyia och familjen parasitflugor. Inga underarter finns listade i Catalogue of Life.